# Adolf Marks

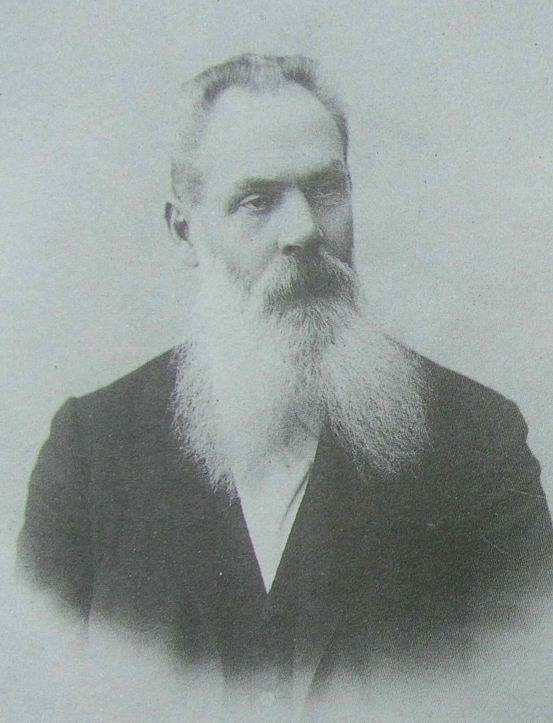
Adolf Marx în 1900; fotografie de Karl Bulla

Adolf Feodorovici Marx (în rusă Адо́льф Фёдорович Маркс; n. 2 februarie 1838, Stettin, Regatul Prusiei – d. 22 octombrie/4 noiembrie 1904, Sankt Petersburg, Imperiul Rus), numele său de familie a fost scris și ca Marcks și recent ca Marks, cunoscut și ca A. F. Marx, a fost un librar și un editor german influent din secolul al XIX-lea în Rusia, cel mai cunoscut pentru publicarea jurnalului săptămânal Niva (Нива). A primit cetățenia rusă și i s-a acordat un titlu nobiliar.

## Biografie
Marx s-a născut în Stettin (Szczecin, Regatul Prusiei), ca fiul lui Friedrich Marx, un constructor de turnuri de ceasuri. După absolvirea unei școli comerciale, a început să lucreze într-o librărie, iar în 1859 s-a mutat în Rusia pentru a lucra în comerțul cu carte, mai întâi împreună cu librarul F. A. Bietepage și I. K. Kalugin, pentru a se ocupa de cărțile acestora în limba germană, iar apoi în departamentul de autori străini al librăriei lui Moritz Wolf, care era „una dintre cele mai bune librării din St. Petersburg." După o scurtă perioadă ca redactor-șef al corespondenței germane și franceze pentru Marea Companie Feroviară Rusă (ca funcționar la bordul căii ferate Petersburg-Varșovia), a decis să-și deschidă propria companie de edituri la Sankt Petersburg în 1869.
A publicat cărți despre literatură, artă și istorie. În 1869, când a inaugurat prima sa tipografie, A. F. Marks a publicat primele sale cărți: Tabelul statistic al statelor și posesiunile tuturor părților lumii și Kumis. Efect fiziologic și terapeutic de E. Stahlberg.
Din 1870 a editat Niva, jurnalul săptămânal pentru care este cel mai cunoscut. Revista a fost prima de acest fel din Rusia. Biroul editurii s-a aflat pe strada Malaia Morskaia nr. 22 și tipografia sa se găsea pe bulevardul Izmailovski nr. 29 din Sankt-Petersburg. Revista Niva a publicat eseuri de natură geografică și istorică, articole populare „despre știință și artă”, despre medicină etc. În secțiunea de ficțiune au fost publicate romane și povestiri traduse, dar au fost publicate și lucrări ale scriitorilor ruși. Cititorii au fost interesați în special de corespondența cu imagini despre cele mai importante evenimente mondiale și reproduceri ale unor tablouri ale unor artiști proeminenți. Din septembrie 1879 a început să publice suplimente gratuite ale revistei Niva, ca de exemplu calendare sau colecții de lucrări ale unor scriitori.  Inițial, editorul a publicat lucrările unor autori de la a căror moarte a trecut cel puțin 50 de ani - în acest caz, nu a fost nevoie să plătească redevențele: de exemplu, printre acești autori s-au numărat Denis Ivanovici Fonvizin, I. Kolțov, I. Polejaev sau Ecaterina a II-a. Mai târziu, după ce și-a întărit poziția financiară, Marks a putut dobândi drepturi de autor de la moștenitorii unor scriitori clasici. Această politică de publicare a dat roade: abonamentele la revistă au crescut la 250.000 de exemplare și, datorită prețurilor mici, publicațiile A. F. Marx au fost distribuite în provinciile rusești în tiraje fără precedent.
Adolf Marks a publicat în 1899-1901 „Opere. Lucrări de colecție”, o serie de șase volume cu lucrări ale lui Anton Cehov.
În 1897, i s-a acordat un titlu de nobil. A murit în 1904 și a fost înmormântat în cimitirul mănăstirii Novodevici.
După moartea lui Marx în 1904, editura a fost reorganizată ca Editura A. F. Marx.